# Zandstorm

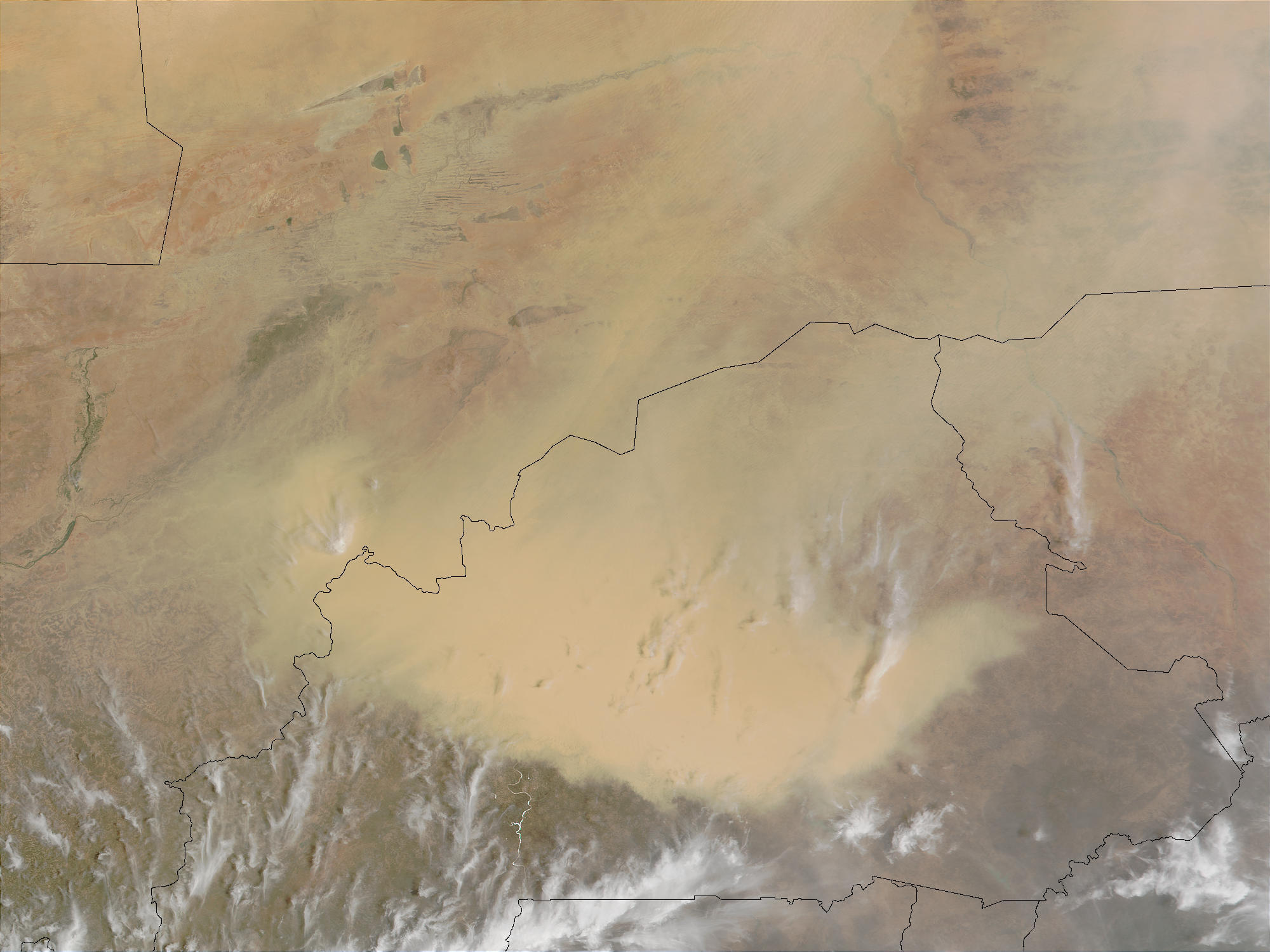
Satellietfoto zandstorm in Burkina Faso

Een zand- of stofstorm is een meteorologisch fenomeen dat gebruikelijk in droge en semi-droge gebieden ontstaat. Zandstormen ontstaan wanneer een sterke wind of windvlagen kleine deeltjes zand en stof los blaast van een droge oppervlakte. Fijne deeltjes worden getransporteerd door saltatie en suspensie, een proces dat grond transporteert van een plek en ergens anders deponeert. 
Op Mars zijn de 'Martiaanse stofduivels' bekend, die hoogten tot soms 8 kilometer kunnen bereiken.
De meeste zandstormen komen voor in Kuwait en in overige Afrikaanse landen.
In januari 2013 werd er zelfs gesproken over een zandtsunami in Australië.